# Walter Bruch
Walter Bruch (Neustadt an der Weinstraße, 2 marzo 1908 – Hannover, 5 maggio 1990) è stato un ingegnere tedesco.

## Biografia
Su desiderio del padre frequentò una scuola di economia, si laureò, poi diventò apprendista in una fabbrica di scarpe. Nel 1928 visitò la Technikum Mittweida nel Sachsen. Divenne uditore della Università di Berlino, seguendo le lezioni di Manfred von Ardenne e Dénes von Mihály. 
Negli anni '30 lavorava come tecnico per la Telefunken a Berlino, dove fu coinvolto nello sviluppo della televisione: nel 1933 presenta il Volksfernsehempfänger con un autocostruito Filmabtaster (apparecchio per la riproduzione di pellicole cinematografiche) e collabora alla realizzazione della speciale telecamera definita Olympiakanone ideata da Emil Mechau che fu sviluppata per le Olimpiadi del 1936. Il giovane Walter Bruch fece da cameraman per tale apparecchio durante la trasmissione in diretta dei giochi di Berlino nel 1936.
Durante la seconda guerra mondiale lavorò per lo sviluppo del vettore V2-Starts a Peenemünde.
Nel 1946 formulò le norme per il formato TV analogico europeo a 625 linee. Nel 1950 ritornò alla Telefunken dove sviluppò i ricevitori TV ad Hannover. Qui ideò e brevettò nel 1962 il sistema di TV a colori Phase Alternating Line. Il 3 gennaio 1963 il PAL-System di Bruch fu collaudato per la prima volta dalla Unione europea di radiodiffusione.

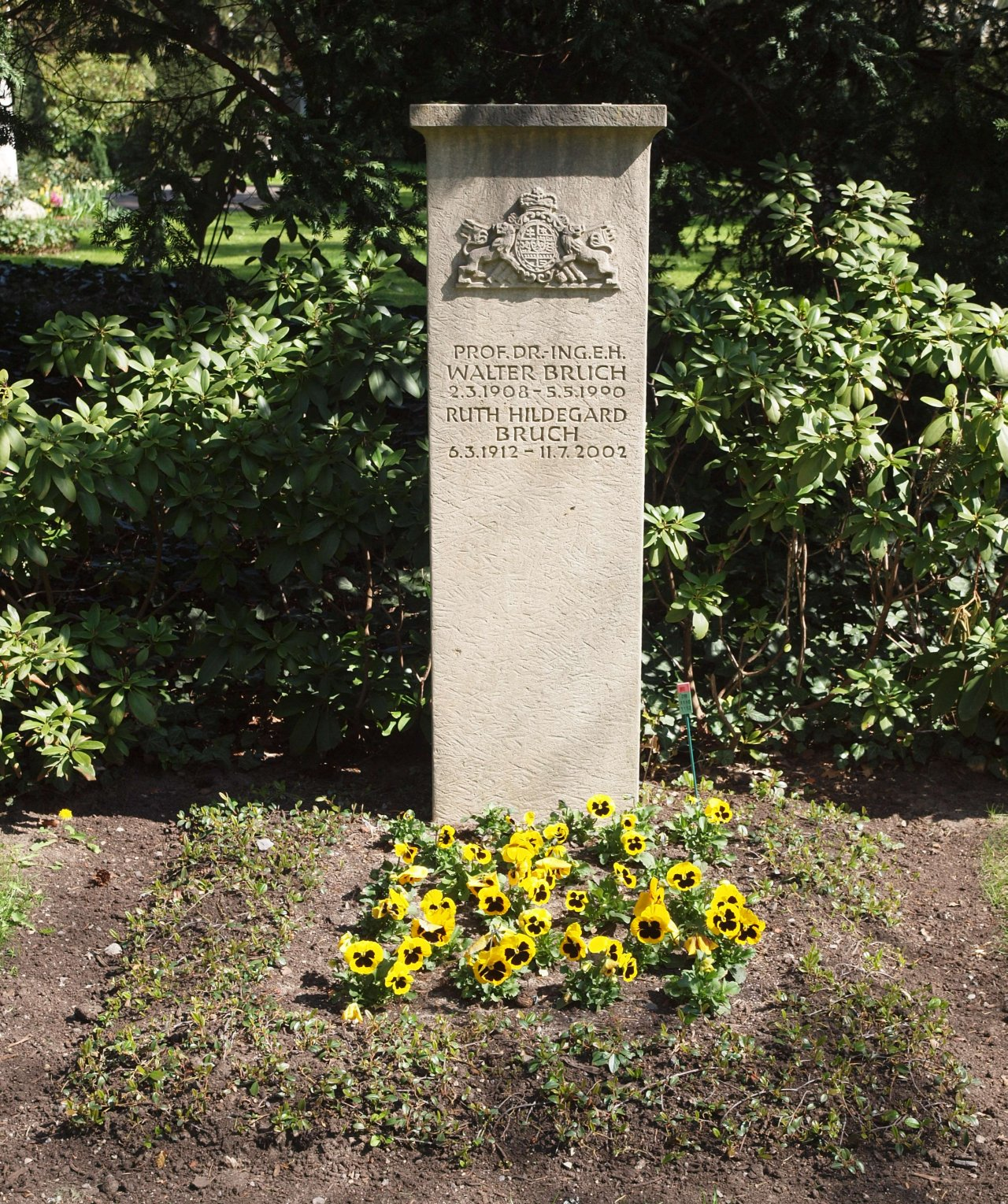
Tomba in Hannover

In una intervista con Hans Rosenthal, a Bruch fu chiesto come mai il sistema fosse stato chiamato "PAL-System" anziché far riferimento al suo cognome. Bruch rispose che in Germania nessuno avrebbe voluto un "Bruch-System" (in lingua tedesca bruch è sinonimo di rotto). Negli anni '60 ci fu una agguerrita concorrenza politica ed economica tra il sistema PAL e il francese SÉCAM per la conquista dei mercati mondiali.  Nel 1964 Bruch ricevette la laurea honoris causa dalla Technischen Hochschule Hannover. Sotto la sua regia, il 25 agosto 1967 durante la Internationale Funkausstellung Berlin per la Bundesrepublik Deutschland a Berlino ovest, avvenne la prima trasmissione ufficiale PAL.
Il sistema analogico PAL prima della standardizzazione del sistema digitale è stato il più diffuso al mondo. 
Walter Bruch fu conosciuto come "Mister PAL", avendo presentato personalmente il sistema in molte nazioni. Fu membro della Fernseh- und Kinotechnische Gesellschaft. Nel 1974 Bruch andò in pensione ma continuò a partecipare alla stesura di normative tecniche riguardanti il settore. Nel 2002 una strada, la Walter-Bruch-Straße di Hannover fu intitolata a lui.